# Deng Linlin
Deng Linlin (förenklad kinesiska: 邓琳琳; traditionell kinesiska: 鄧琳琳; pinyin: Dèng Línlín), född den 21 april 1992 i Fuyang, Kina, är en kinesisk gymnast.
Hon tog OS-guld i damernas lagmångkamp i samband med de olympiska gymnastiktävlingarna 2008 i Peking. Hon tog även OS-guld i damernas bom i samband med de olympiska gymnastiktävlingarna 2012 i London.